# Marcenado
Marcenado (en asturiano y oficialmente Marcenao) es una parroquia del concejo de Siero, en el Principado de Asturias (España). Alberga una población de 172 habitantes (INE 2011) en 86 viviendas. Ocupa una extensión de 3,65 km².
Está situada en la zona centro-oriental del concejo. Limita al norte con la parroquia de Vega de Poja; al este, con la de Collado; al sur, con las de Aramil y Santa Eulalia de Vigil; y al oeste, con la de Pola de Siero.
Marcenado fue coto señorial perteneciente en el siglo XVIII al Marqués de Santa Cruz de Marcenado.

## Poblaciones
Según el nomenclátor de 2011 la parroquia está formada por las poblaciones de:
- La Braña (casería): 22 habitantes
- Cotariello (Cotadiellu en asturiano y oficialmente) (casería): 9 habitantes
- Corujedo (Curuxeo) (casería): 15 habitantes
- Escamplero (L'Escampleo) (casería): 17 habitantes
- La Granja (La Granxa) (casería): 32 habitantes
- Guaricio (casería): 20 habitantes
- La Plazuela (casería): 42 habitantes
- Quintana (La Quintana) (casería): 15 habitantes

La iglesia parroquial, puesta bajo la advocación de Santa Cruz, se encuentra en la casería de La Plazuela.